# Noach Georg Dandenelle
Noach Georg Dandenelle, föddes 20 september 1766 i Söderköping, Östergötlands län, död 29 december 1849 i Åtvids socken, Östergötlands län, var en svensk präst i Åtvids församling och kontraktsprost i Bankekinds kontrakt.

## Biografi
Noach Georg Dandenelle föddes 20 september 1766 i Söderköping. Han var son till logarvareåldermannen Noach Dandenelle och Maria Elisabeth Sthare. Dandenelle studerade i Söderköping och blev 26 september 1785 student vid Uppsala universitet, Uppsala. Han tog 29 mars 1794 filosofie kandidat och 16 juni samma år magister. Dandenelle prästvigdes 26 juli 1794 och blev brukspredikant vid Åtvidaberg. Han blev 27 september 1797 huspredikant vid Adelsnäs och tog pastoralexamen 11 september 1799. Den 20 april 1803 blev han kyrkoherde i Skärstads församling, Skärstads pastorat, men tillträde inte tjänsten. Dandenelle blev 7 mars 1804 kyrkoherde i Åtvids församling, Åtvids pastorat, tillträde 1805 och blev 14 maj 1807 prost. Den 24 maj 1834 blev han kontraktsprost i Bankekinds kontrakt och 16 juni 1845 jubelmagister. Han avled 29 december 1849 i Åtvids socken.
Han var predikant vid prästmötet 1820.

### Familj
Dandenelle gifte sig 6 november 1804 med Anna Elisabeth Aspman (1782–1836). Hon var dotter till vaktmästaren Daniel Aspman och Anna Öhström i Stockholm. De fick tillsammans barnen Eva Charlotta (1805–1857), Augusta Aurora (1807–1891), Ludvig Georg (1809–1810), Emelie Elisabeth, Sophia Eleonora (1816–1817), Maria Constantia (1819–1903) och August Theodor (1825–1875).